# Desmodieae
A Desmodieae egy nemzetségcsoport a pillangósvirágúak (Fabaceae) családjában és a bükkönyformák (Faboideae) alcsaládjában.
A Desmodieae nemzetségei:
- Alysicarpus
- Aphyllodium
- Arthroclianthus
- Christia
- Codariocalyx
- Dendrolobium
- Desmodiastrum
- Desmodium
- Droogmansia
- Eleiotis
- Leptodesmia
- Mecopus
- Melliniella
- Nephrodesmus
- Phyllodium
- Pseudarthria
- Pycnospora
- Tadehagi
- Trifidacanthus
- Uraria
- Campylotropis
- Kummerowia
- Lespedeza